# ジョージ・コヴェントリー (第8代コヴェントリー伯爵)
第8代コヴェントリー伯爵ジョージ・ウィリアム・コヴェントリー（英語: George William Coventry, 8th Earl of Coventry、1784年10月16日 – 1843年5月15日）は、イギリスの政治家、イングランド貴族。庶民院議員（在任：1816年 – 1826年）を務めた。1809年から1831年までディアハースト子爵の儀礼称号を使用した。

## 生涯
第7代コヴェントリー伯爵ジョージ・ウィリアム・コヴェントリーと2人目の妻ペギー・ピッチェス（Peggy Pitches、1759年ごろ – 1840年1月15日、サー・エイブラハム・ピッチェスの娘）の息子として、1784年10月16日に生まれた。1801年よりウェストミンスター・スクールで教育を受けた後、1802年2月4日にオックスフォード大学クライスト・チャーチに入学した。1803年10月1日、ウスター志願歩兵連隊（Worcester Voluntary Infantry）の司令官に任命された。
1812年イギリス総選挙でウスター選挙区から出馬、現職議員で海外滞在中のウィリアム・ゴードンを余所者だとして攻撃したが、855票（得票数3位）しか得られずに敗れた。1816年12月の補欠選挙では妥協の結果無投票で当選、1818年イギリス総選挙は選挙戦になったが、ディアハースト子爵以外の立候補者2人の戦いという性格が強く、ディアハースト子爵は1,422票でトップ当選した。総選挙の後は選挙申し立てが行われたが、「取るに足らない濫訴」（frivolous and vexatious）として却下された。1820年イギリス総選挙ではウスターの地方自治体からの支持を受けて、無投票で再選した。
議会では会議への出席率が低く、投票においても独自路線をとった。採決ではカトリック解放に反対（1817年5月、1821年2月、1822年4月、1825年3月）、刑法改革に支持（1821年5月、1821年6月、1822年6月）、スコットランド貴族代表議員選挙の制度改革に反対（1823年6月）したが、1817年2月にウスターからの選挙改革請願を提出した。
1826年5月23日、ウスターシャー副統監の1人に任命された。同年6月の総選挙でははじめ立候補を表明したが、投票の10日前になって突如副統監への任命と「ほかの事柄において私のおかれた状況」（the situation in which I am in other respects placed、『英国議会史』では選挙戦の費用を暗示した言葉だとしている）により立候補を取り下げた。これにより、地方自治体とその支持者から「敵前逃亡」（desertion）と責められ、1830年イギリス総選挙では妹からウスターで二度と当選できないだろうと評された。『英国議会史』では風評の悪さを不出馬の理由の1つとして挙げた。
1830年7月19日、国王ジョージ4世の葬式に出席した。1831年3月26日に父が死去すると、コヴェントリー伯爵位を継承した。同年9月8日、国王ウィリアム4世の戴冠式に出席した。貴族院では第1回選挙法改正への態度で揺れ、1831年に反対票を投じたが、1832年に賛成票を投じた。コヴェントリー伯爵から初代準男爵サー・デニス・ル・マーチャントへの手紙によれば、これは「不決断の有用さ」（usefulness of indecision）に気づいたためだとした。ただし、1832年以降は概ね保守党を支持した。
1838年、ウスターシャー民兵隊隊長に任命された。
1843年5月15日にピカデリーのコヴェントリー・ハウス（Coventry House）で死去した。長男ジョージ・ウィリアムに先立たれたため、孫ジョージ・ウィリアムが爵位を継承した。

## 人物
ホランド男爵夫人エリザベス・ヴァサル＝フォックスは1816年の手紙でディアハースト子爵が放蕩と道楽によりウスターで嫌われていると評した。同時代のハリエッテ・ウィルソンはコヴェントリー伯爵を放蕩、けちで低俗な貴族（a profligate nobleman, stingy and unwashed）と評したが、『完全貴族名鑑』ではウィルソン自身も放蕩さについてよく知っている（herself no mean judge of profligacy、「ウィルソン自身も放蕩だった」の意味）と評した。

## 家族
1808年1月16日、エマ・スザンナ・リゴン（Emma Susanna Lygon、1810年8月8日没、初代ビーチャム伯爵ウィリアム・リゴンの娘）と結婚、1男をもうけた。
- ジョージ・ウィリアム（1808年10月25日 – 1838年11月5日） - 1836年3月15日、ハリエット・アン・コッケレル（Harriet Anne Cockerell、1809年ごろ – 1842年1月7日、初代準男爵サー・チャールズ・コッケレル（英語版）の娘）と結婚、子供あり。第9代コヴェントリー伯爵ジョージ・ウィリアム・コヴェントリー（英語版）の父[1]

1811年6月22日にスコットランドでメアリー・ボークラーク（Mary Beauclerk、1791年3月30日 – 1845年9月11日、第6代セント・オールバンズ公爵オーブリー・ボークラークの娘）と再婚した。同年11月6日にはイングランドで再び結婚式を挙げた。2人は2男1女をもうけたが、後に別居した。
- メアリー・オーガスタ（1889年9月23日没） - 1833年5月9日、第4代ホランド男爵ヘンリー・フォックス（英語版）と結婚[11]
- ヘンリー・アメリアス（Henry Amelius、1815年10月15日 – 1873年4月3日） - 陸軍士官。1837年8月2日、キャロライン・スターリング・ダンダス（Caroline Stirling Dundas、1862年1月1日没、ジェームズ・ダンダスの娘）と結婚、子供あり[11]

エリザベス・ウィリアムズ（Elizabeth Williams）との間で3人の子女ジョージ、ジェームズ、エリザベスをもうけた。